# Thomas Bruce Elgin
Thomas Bruce (Broomhall, Escocia; 20 de julio de 1766-París, 14 de noviembre de 1841), también conocido como el 7.º conde de Elgin y 11.º duque de Kincardine, fue un noble, soldado, político y diplomático británico, conocido principalmente por la controvertida adquisición de las esculturas de mármol (conocidas como los Mármoles de Elgin) del Partenón de Atenas.

## Vida y carrera
Miembro de la casa de Bruce, Elgin nació en la casa familiar, Broomhall House, Fife, y fue el segundo hijo de Charles Bruce y su esposa Martha Bruce. Sucedió a su hermano mayor William Bruce, el sexto duque, en 1771, cuando solo tenía cinco años. Fue educado en Harrow y Westminster, y estudió en la Universidad de St. Andrews y la Universidad de París.